# Sahnî, Letîciv
Sahnî (în ucraineană Сахни) este localitatea de reședință a comunei Sahnî din raionul Letîciv, regiunea Hmelnîțkîi, Ucraina.

## Demografie
Componența lingvistică a localității Sahnî
     Ucraineană (96,73%)
     Rusă (2,91%)
Conform recensământului din 2001, majoritatea populației localității Sahnî era vorbitoare de ucraineană (96,73%), existând în minoritate și vorbitori de rusă (2,91%).